# Hesperumia
Hesperumia is een geslacht van vlinders van de familie spanners (Geometridae), uit de onderfamilie Ennominae.

## Soorten
- H. babai Sato, 1980
- H. fumosaria Comstock, 1938
- H. sulphuraria Packard, 1873